# Lucie Hradecká
Lucie Hradecká (født 21. maj 1985 i Prag, Tjekkoslovakiet) er en kvindelig professionel tennisspiller fra Tjekkiet.
Lucie Hradecká er primært doublespiller og hendes bedste resultat var at vinde French Open 2011.
Lucie Hradecká højeste rangering på WTA single rangliste var som nummer 41, hvilket hun opnåede 6. juni 2011. I double er den bedste placering nummer 15, hvilket blev opnået 12. september 2011.